# Calle de Carlos Arniches
La calle de Carlos Arniches es una vía pública de Madrid, situada en el barrio de Embajadores, distrito Centro, que va, en dirección este-oeste, desde la plaza del General Vara del Rey a la Ronda de Toledo, en el conjunto urbano del mercado del Rastro madrileño. Desde el siglo xvi y hasta 1931 se la llamó calle del Peñón.
En los números 3 y 5 de esta calle se instaló en 2012 el Centro Cultural La Corrala, proyecto original de la Universidad Autónoma de Madrid dirigido por el colectivo La Corrala; en él se alberga el Museo de Artes y Tradiciones Populares.

## Historia
Esta serpenteante calleja que desciende desde el Cerrillo del Rastro hasta el campillo del Mundo Nuevo en la ronda segoviana del antiguo cinturón de Madrid, tuvo antes el nombre de calle del Peñón. En 1931, por sugerencia del Centro de Hijos de Madrid y con el apoyo del diario El Heraldo de Madrid, el Ayuntamiento madrileño aceptó dedicársela a Arniches, dramaturgo alicantino autor de numerosas comedias y sainetes ambientados en la capital de España. Queda como testimonio una placa esculpida colocada sobre la fachada del número 31, obra de Gabriel Borrás.
El nacimiento de la calle el 26 de marzo de 1931 tuvo al homenajeado Arniches como invitado de excepción a sus 65 años, en presencia del alcalde de la Villa, entonces Joaquín Ruiz Jiménez, y la Banda Municipal de Madrid.

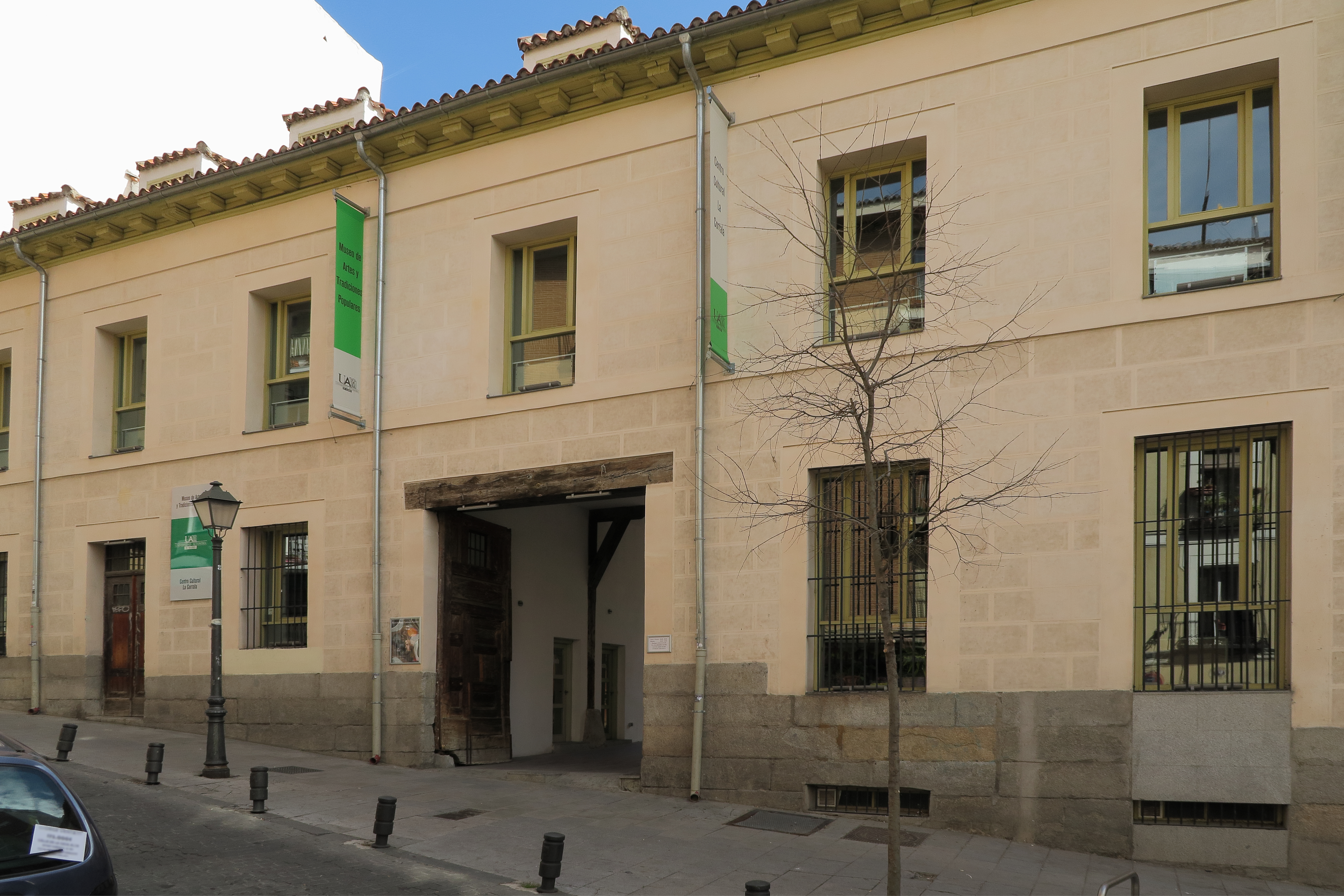
Centro Cultural La Corrala, fachada en la calle Carlos Arniches.